# Конашевич Василь Петрович

Василь Петрович Конашевич (1860–1915, Казань, Російська імперія) — народоволець, терорист, учасник вбивства інспектора секретної поліції жандармського підполковника Г. П. Судейкіна.

## Біографія
За освітою вчитель. Викладав у школі у Полтаві (за іншими даними, був народним учителем у Чернігівській губернії).
Захопився народницькими ідеями та став членом партії «Народна воля». За завданням партії разом із Стародворським був направлений до Санкт-Петербурга з метою вбивства жандармського підполковника Г. П. Судейкіна.
Спочатку планувалося вбити Судейкіна на прогулянці, але сам Судейкін планував за допомогою Дегаєва влаштувати фіктивний замах на своє життя. Однак цей план у результаті не спрацював, і вирішено було вбити Судейкіна на квартирі Дегаєва. 16 грудня 1883 Судейкін з'явився на квартиру Дегаєва разом зі своїм племінником, скарбником Петербурзького охоронного відділення Судовським. На квартирі Судейкіна вже чекали Дегаєв, Конашевич та Стародворський. Лакея (і агента охранки) П. І. Суворова вони заздалегідь вивели з квартири. Судейкін попрямував до кабінету до Дегаєва, кинувши на диван у їдальні пальто (у якому був револьвер) і тростину з вмонтованим у неї стилетом. Судовський, роздягнувшись у передпокої (і також залишившись без зброї), сів у крісло в їдальні. Конашевич тим часом ховався на кухні, а Стародворський у спальні. Обидва вони озброїлися спеціально обрубаними ломами, наперед купленими Стародворським. Дегаєв, пройшовши до кабінету за Судейкіным, вистрілив йому у спину, і відскочив до вікна, у разі, якщо Судейкін спробує вибити вікно. Судейкін розвернувся і кинувся через їдальню до передпокою. Туди ж, почувши постріл, кинувся Судовський. Там його зустрів Конашевич, ударивши Судовського ломом по голові. Судовський встояв і спробував відчинити вхідні двері, але Конашевич ще кількома ударами збив його з ніг. Стародворський же переслідував Судейкіна, який намагався втекти. Перший удар він завдав йому у дверях кабінету, потім наздогнав і вдарив знову, чому Судейкін впав, але піднявся і спробував сховатися в вбиральні, проте Стародворський ще раз ударив його на порозі вбиральні і добив, так що тіло Судейкіна знайшли ногами в передпокої і головою в ватер-клозеті. Після вбивства Судейкіна Конашевич втік в Україну.
Після вбивства Судейкіна 16 грудня 1883 року втік.
3 січня 1884 року заарештований київською поліцією з вибухівкою під час підготовки до терористичного акту. За розпорядженням директора Департаменту поліції МВС В. К. Плеве етапований до Петербурга. Під вагою доказів зізнався у вбивстві. На судовому «Процесі двадцяти одного» «Народної волі» у червні 1887 року засуджений до страти, заміненої безстроковою каторгою, відбував покарання у Петропавлівській, з 1887 року — у Шліссельбурзькій фортецях. Захворів на психічне захворювання: уявляв себе гетьманом Конашевичем-Сагайдачним, безперестанку співав романси; 10 років пробув душевнохворим у фортеці.
2 серпня 1896 року був переведений до Казанської психіатричної лікарні, де через багато років помер.